# Landschaftsschutzgebiet Biotopkomplex Wiembecker Driften

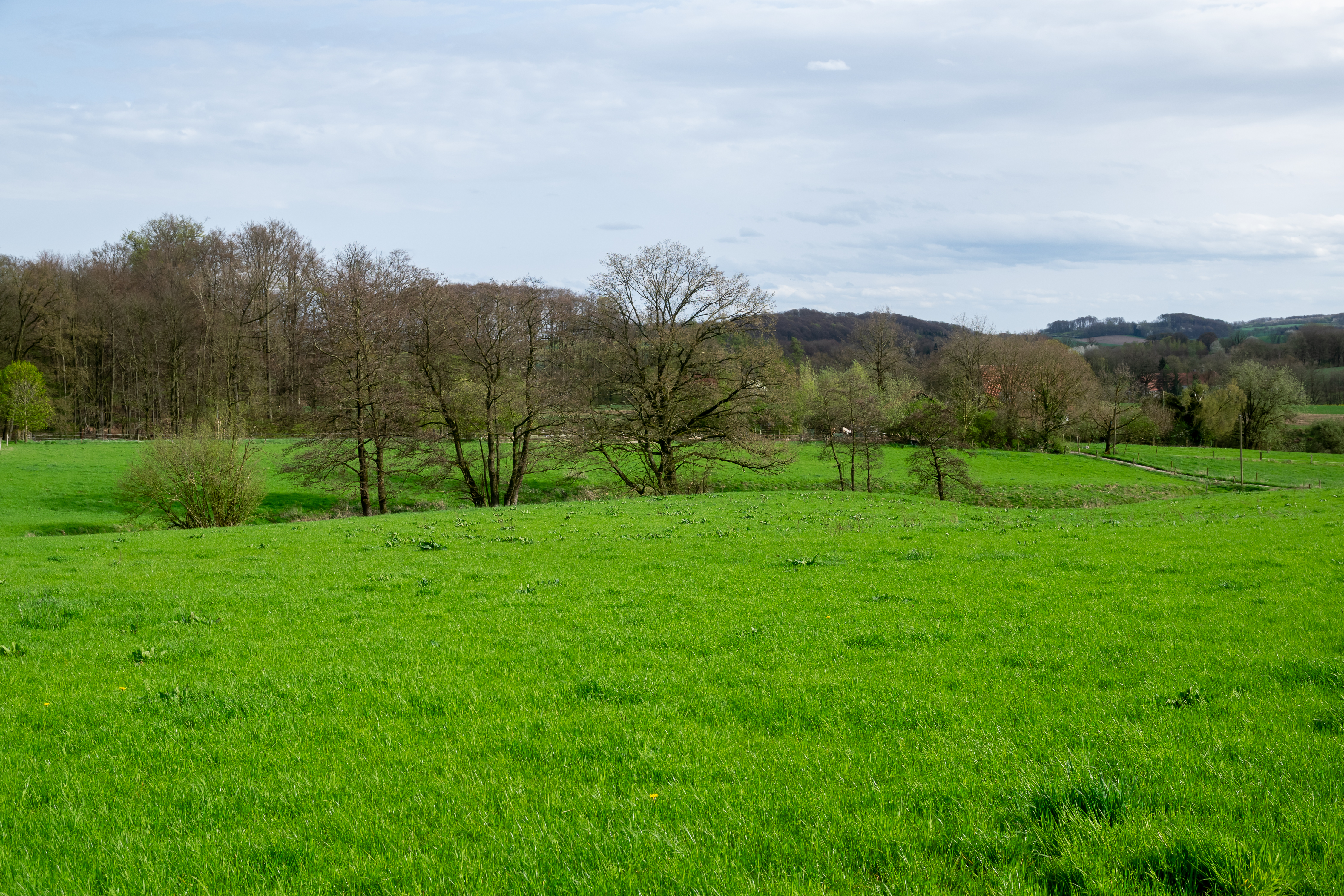
Wiembecker Driften

Das Landschaftsschutzgebiet Biotopkomplex Wiembecker Driften mit 17 ha Flächengröße liegt östlich von Wiembeck im Stadtgebiet von Lemgo. Es wurde 2009 mit dem Landschaftsplan Lemgo durch den Kreistag des Kreises Lippe als Landschaftsschutzgebiet (LSG) ausgewiesen. Östlich grenzt das Schutzgebiet direkt an die Stadtgrenze zu Blomberg.   

## Beschreibung
Das LSG umfasst zwei naturnaher Bachläufe, Grünland und einen Laubwaldbereich. Das Grünland im Westen des Schutzgebietes wird als Pferdeweide genutzt. Einige 
teilweise wasserführenden Kerbtälern durchziehen das Gebiet in Nord-Süd-Richtung. Diese Wasserläufe münden alle in dem Bach Teben, der teilweise die Stadtgrenze bildet. Der östliche Teil des LSG wird überwiegend von einem naturnahen Laubmischwald mit zum Teil recht alten Rotbuchen eingenommen. Am unteren Lauf stehen teils Kopfweiden. Drei Bauernhöfe grenzen direkt an das LSG und ein weiterer Bauernhof liegt wie eine Insel im LSG.

## Schutzzwecke für das LSG
Laut Landschaftsplan erfolgte die Ausweisung des LSG
- „zur Erhaltung und Wiederherstellung der Leistungsfähigkeit des Naturhaushaltes in ökologisch besonders wertvoll strukturierten Bereichen mit Wasser-, Klima- und Biotopschutzfunktionen,“
- „zur Erhaltung und Wiederherstellung von Quellbereichen und naturnahen Fließgewässern, Wald- und Grünlandbereichen unterschiedlicher Feuchtestufen, Feldgehölzen, Hecken und Obstwiesen,“
- „zur Erhaltung morphologisch ausgeprägter Bereiche zur Sicherung der landschaftlichen Eigenart und Vielfalt für die Erholung,“
- „zur Erhaltung wertvoller Biotopkomplexe aus Wald-Grünlandbereichen, Fließgewässern und Quellen sowie Biotopen nach § 62 LG mit wichtigen Refugial-, Puffer-, Trittstein- und Vernetzungsfunktionen,“
- „zur Erhaltung und Wiederherstellung wichtiger Rückzugsräume für die bedrohte Tier- und Pflanzenwelt,“
- „zur Sicherung der das Orts- und Landschaftsbild gliedernden und belebenden und die dörflichen Siedlungsstrukturen prägenden Freiraumelemente.“[1]

## Rechtliche Vorschriften
Im Landschaftsschutzgebiet ist unter anderem das Errichten von Bauten und Fischteichen verboten. Grün- und Brachland darf nicht in eine andere Nutzungsart umgewandelt oder umgebrochen werden.